# Сарагоса
Сараго́са (ісп. Zaragoza) — муніципалітет і місто в Іспанії, в автономній спільноті Арагон, провінція Сарагоса, комарка Сарагоса. Адміністративний центр провінції. Розташоване у північно-східній частині країни. Патрон — святий Вікентій Сарагоський. Площа муніципалітету — 973,78 км², населення муніципалітету — 675 301 ос. (2021); густота населення — 690 ос./км². Висота над рівнем моря — 199 м. Поштовий індекс — 50001.

## Назва
- Сараго́са — сучасна іспанська назва, що походить від античної латинської.
- Це́зар-Авгу́ста, або Це́заравгу́ста (лат. Caesar Augusta; Caesaraugusta) — назва від часів римського панування.

## Географія

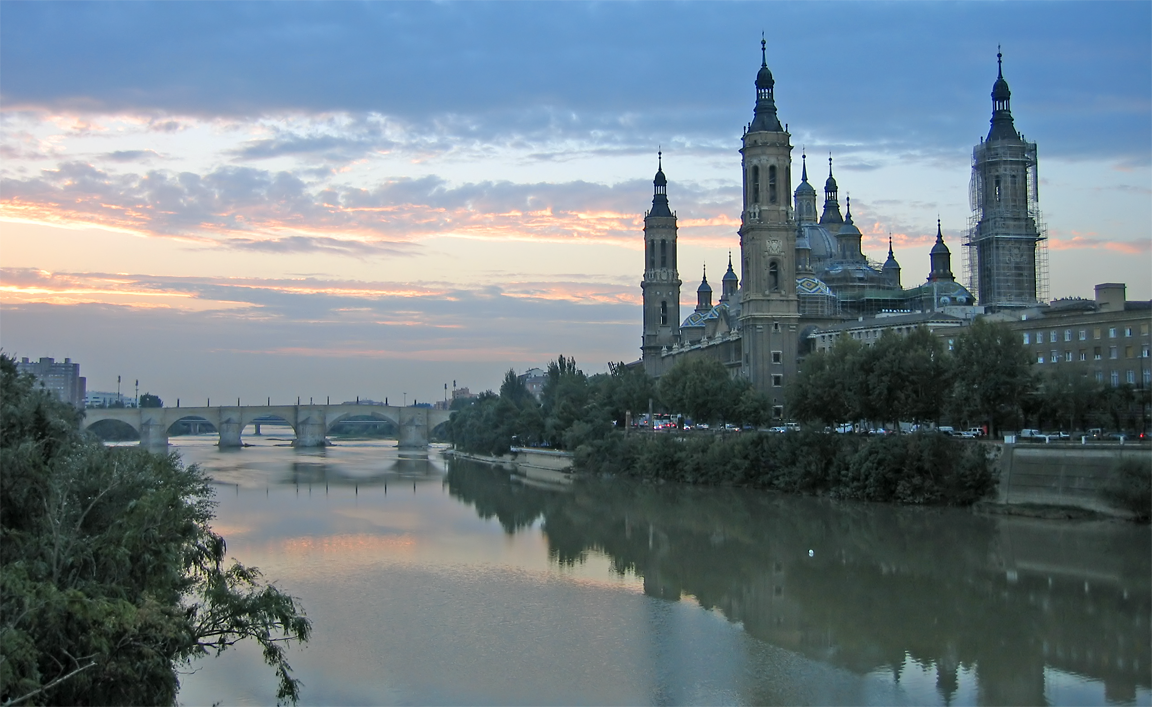
Річка Ебро у Сарагосі

Місто розташоване на річці Ебро. Через місто течуть ще річки Уерва та Гальєго, що впадають в Ебро. В стародавні часи на цьому місці знаходилося море. Тому місто розташоване на пласкій долині зі стародавніми осадковими породами — пісковику та вапняку. Найбільш висока точка міста знаходиться на півдні.
Сарагоса розташована в зоні напівпосушливого, континентального, середземноморського клімату. Взимку та навесні віє холодний північний вітер. Зима досить холодна, з морозами та туманами. Але для посушливої Сарагоси це важливий період накопичення вологи, найбільші річні опади бувають саме взимку та навесні. Літо — спекотне і сухе, +35 градусів і вище, нерідко до +40. Температура влітку в липні 2009 року сягала +43,1 за Цельсієм.

### Клімат
| Клімат 1981-2010                           | Клімат 1981-2010 | Клімат 1981-2010 | Клімат 1981-2010 | Клімат 1981-2010 | Клімат 1981-2010 | Клімат 1981-2010 | Клімат 1981-2010 | Клімат 1981-2010 | Клімат 1981-2010 | Клімат 1981-2010 | Клімат 1981-2010 | Клімат 1981-2010 | Клімат 1981-2010 |
| Показник                                   | Січ.             | Лют.             | Бер.             | Квіт.            | Трав.            | Черв.            | Лип.             | Серп.            | Вер.             | Жовт.            | Лист.            | Груд.            | Рік              |
| Абсолютний максимум, °C                    | 20,6             | 22,5             | 28,3             | 32,4             | 36,5             | 41,0             | 44,5             | 42,8             | 39,2             | 32,0             | 28,4             | 22,0             | 44,5             |
| Середній максимум, °C                      | 10,5             | 13,1             | 17,3             | 19,6             | 24,1             | 29,3             | 32,4             | 31,7             | 27,1             | 21,4             | 14,8             | 10,8             | 21,0             |
| Середня температура, °C                    | 6,6              | 8,2              | 11,6             | 13,8             | 18,0             | 22,6             | 25,3             | 25,0             | 21,2             | 16,2             | 10,6             | 7,0              | 15,5             |
| Середній мінімум, °C                       | 2,7              | 3,3              | 5,8              | 7,9              | 11,8             | 15,8             | 18,3             | 18,3             | 15,2             | 11,0             | 6,3              | 3,2              | 10,0             |
| Абсолютний мінімум, °C                     | −15,2            | −11,4            | −6,3             | −2,4             | 0,5              | 1,6              | 8,0              | 8,4              | 4,8              | 0,6              | −5,6             | −9,5             | −15,2            |
| Середня кількість сонячних годин на місяць | 131              | 165              | 217              | 226              | 275              | 307              | 348              | 315              | 243              | 195              | 148              | 124              | 2694             |
| Норма опадів, мм                           | 21               | 22               | 19               | 39               | 44               | 26               | 17               | 17               | 30               | 36               | 30               | 21               | 322              |
| Днів з опадами                             | 4                | 4                | 4                | 6                | 6                | 4                | 3                | 2                | 3                | 5                | 5                | 5                |                  |
| Днів зі снігом                             | 0,7              | 0,4              | 0,1              | 0,0              | 0,0              | 0,0              | 0,0              | 0,0              | 0,0              | 0,0              | 0,1              | 0,5              |                  |
| Вологість повітря, %                       | 75               | 68               | 60               | 58               | 56               | 52               | 49               | 53               | 59               | 69               | 74               | 77               | 62               |
| ------------------------------------------ | ---------------- | ---------------- | ---------------- | ---------------- | ---------------- | ---------------- | ---------------- | ---------------- | ---------------- | ---------------- | ---------------- | ---------------- | ---------------- |
| Джерело: Agencia Estatal de Meteorología   |                  |                  |                  |                  |                  |                  |                  |                  |                  |                  |                  |                  |                  |

## Історія

Мапа залишків римського міста в Сарагосі

Місто було засноване римлянами у 24 р. до н. е.. Початкова назва поселення було Colonia Caesaraugusta. Що з перекладу означає “Колонія імператора Августа”. Спочатку в цьому поселенні жили ветерани кантабрійських воєн. Трохи з часом Сарагоса стає найбільш важливим міським центром середньої долини Ебро. У 380 році тут відбувається загальний християнський синод.
У 5 столітті н. е. місто захопили вестготи. У 714 р. місто відвоювали сарацини і воно стало важливим осередком мусульманської цивілізації на Іберійському півострові. Маври додали до старого римського центру ще два райони  — мусульманський (мосарабський) та Єврейський квартал.
Об'єднане військо Альфонсо І Арагонського у 1118 р. разом з військовими Кастилії відвоювали місто у маврів та зробили його столицею Арагону. Маврів силоміць переселили з міста в передмістя, де вони створили своє поселення.
Мавританська архітектура міста була пошкоджена та перебудована відносно мало. Фортеця та палац Альхаферія (11 століття) увійшли в трійцю найкраще збережених та реставрованих зразків мавританської архітектури в сучасній Іспанії.

### Музеєфіковані залишки римського театру

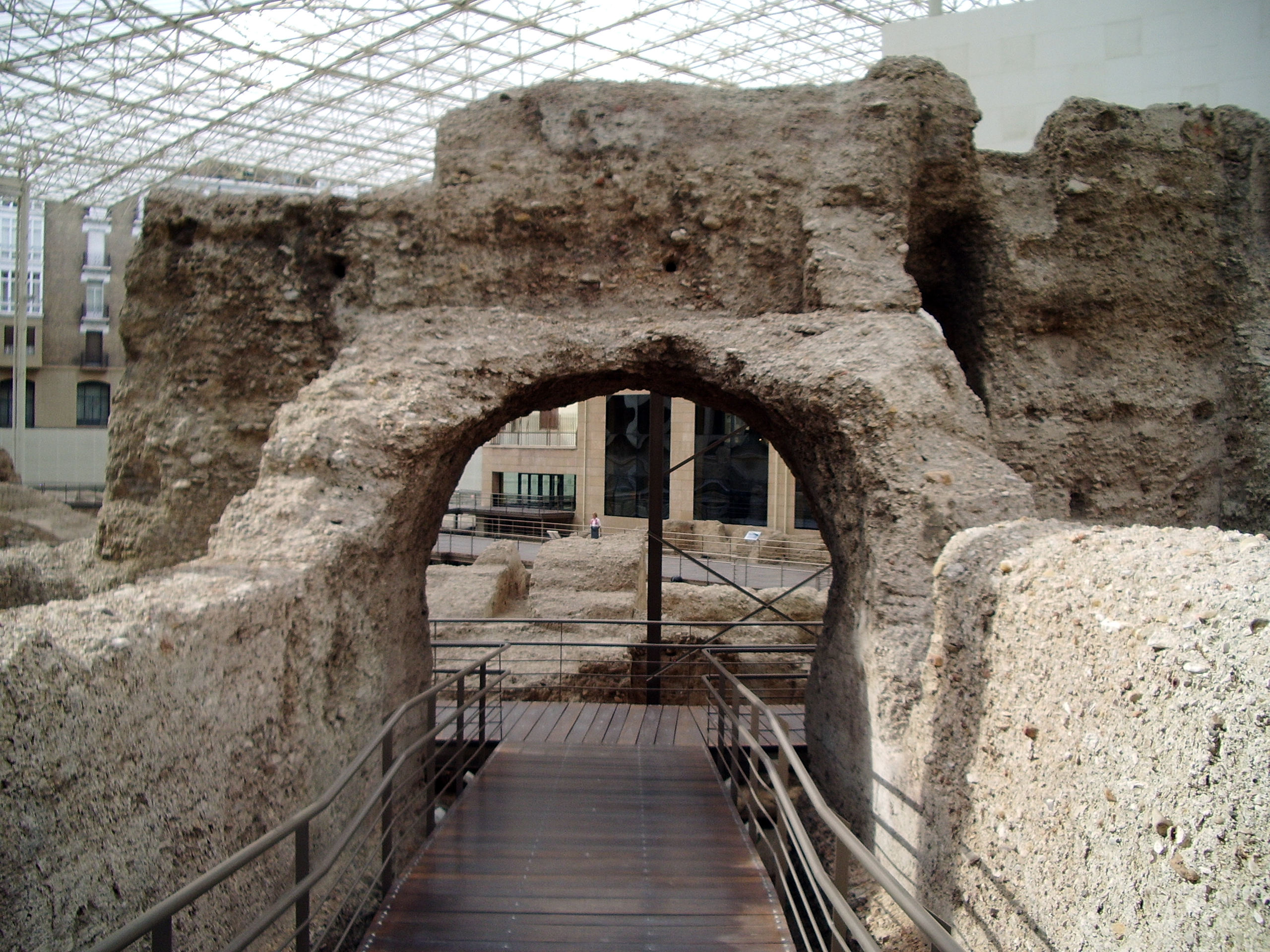
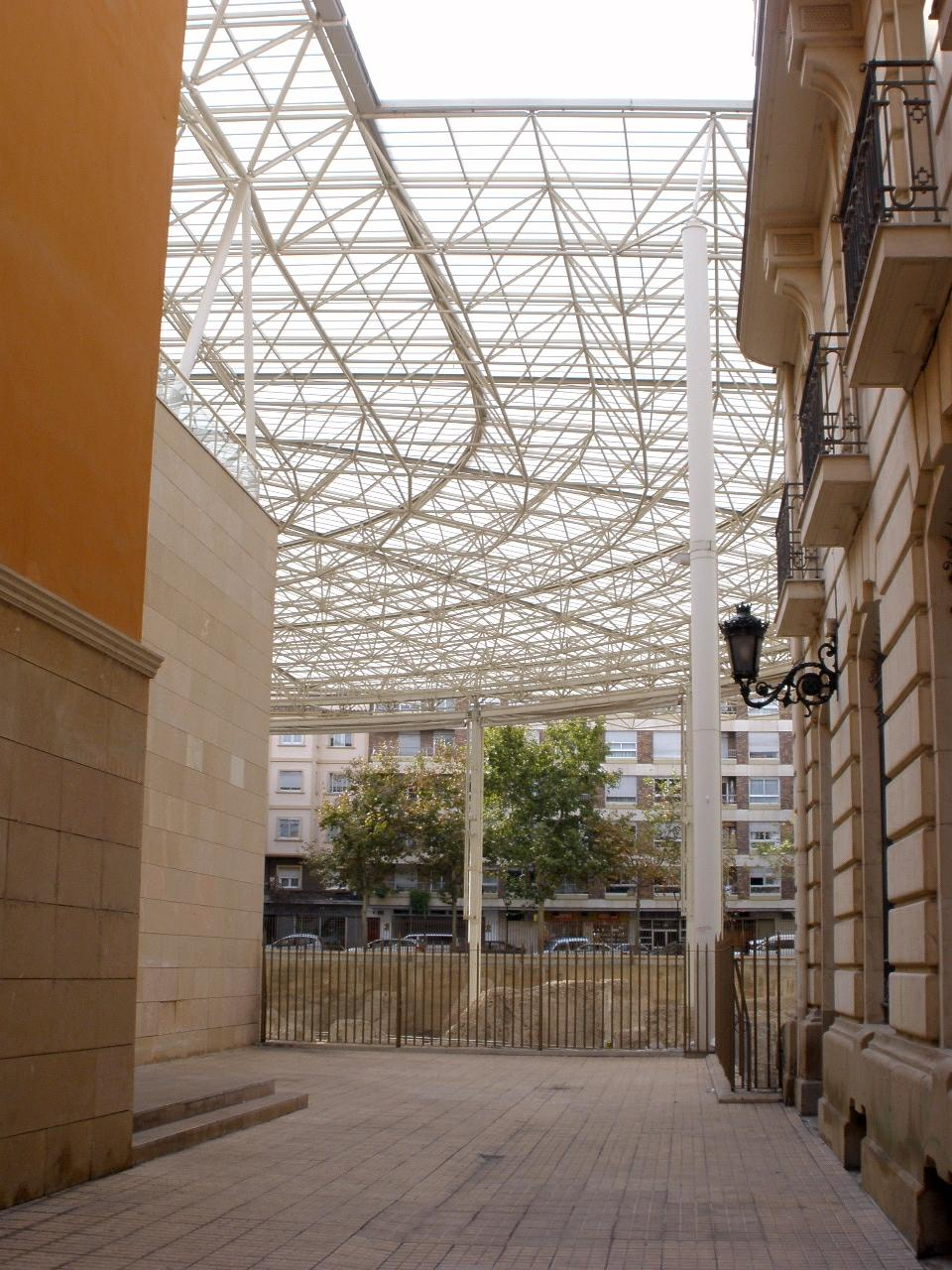
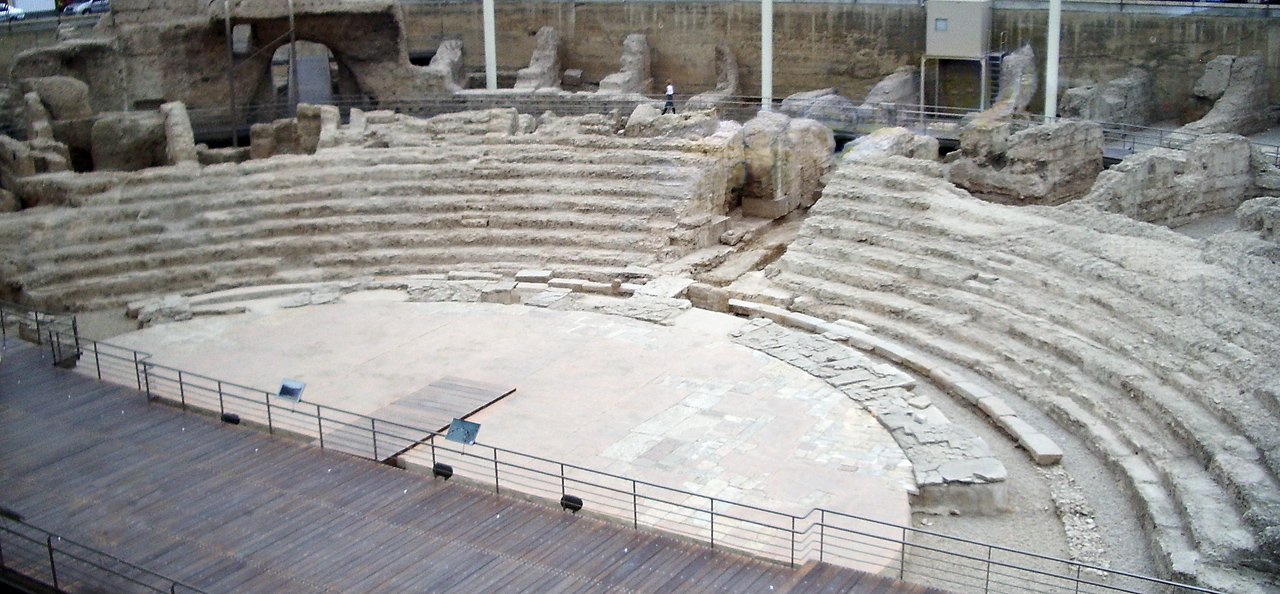
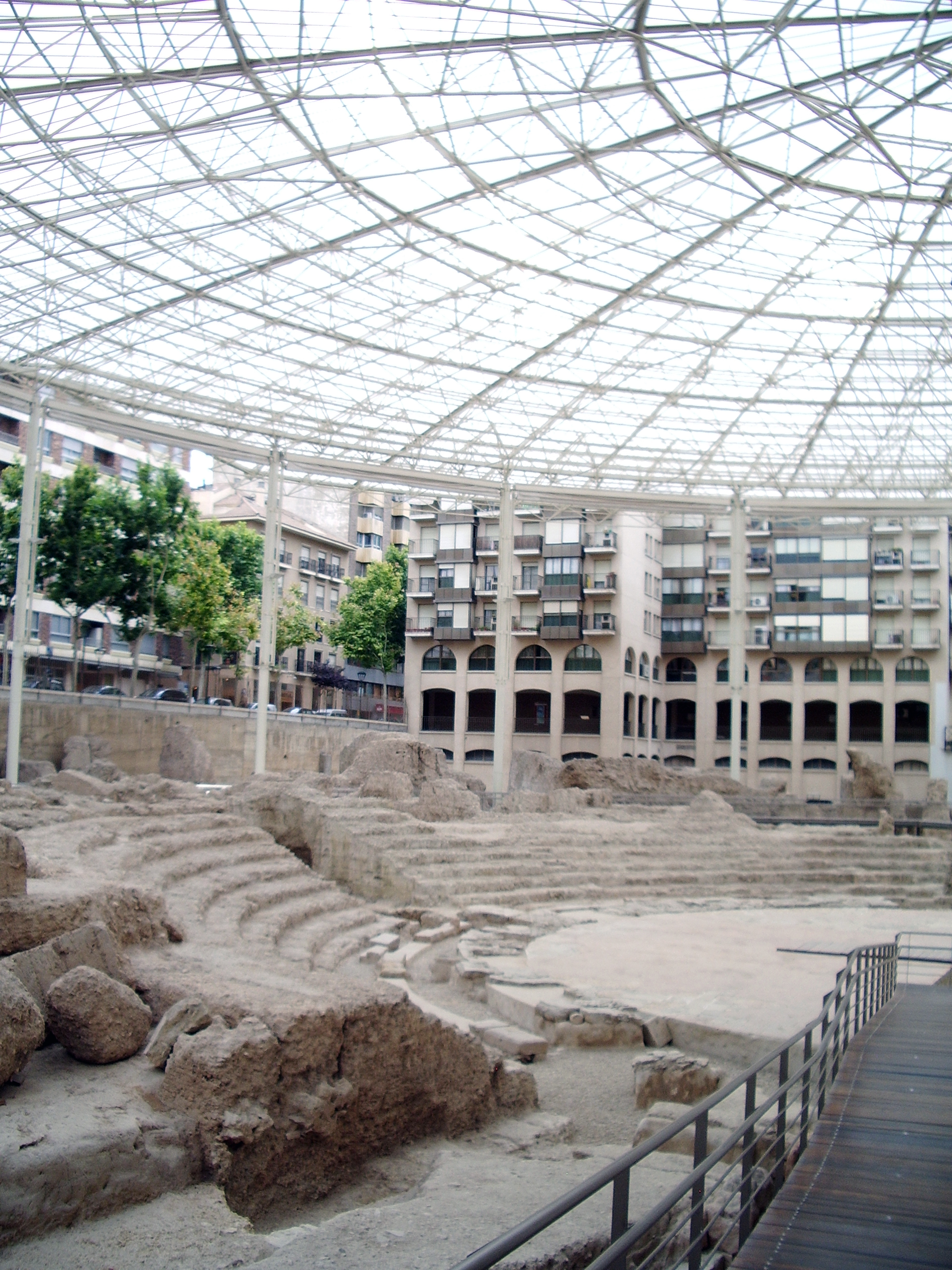

### Фортеця і палац Альхаферія

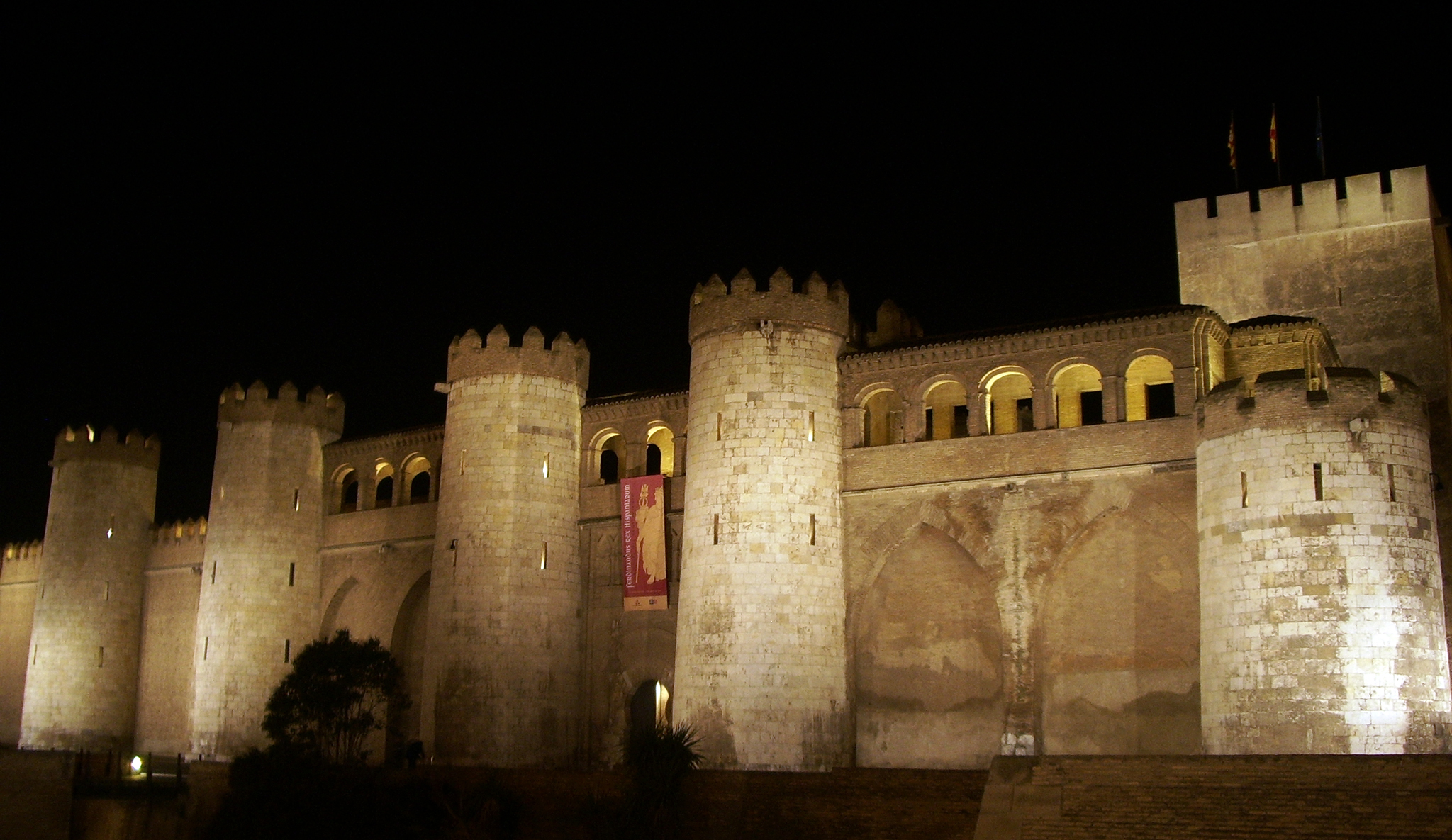
Альхаферія вночі
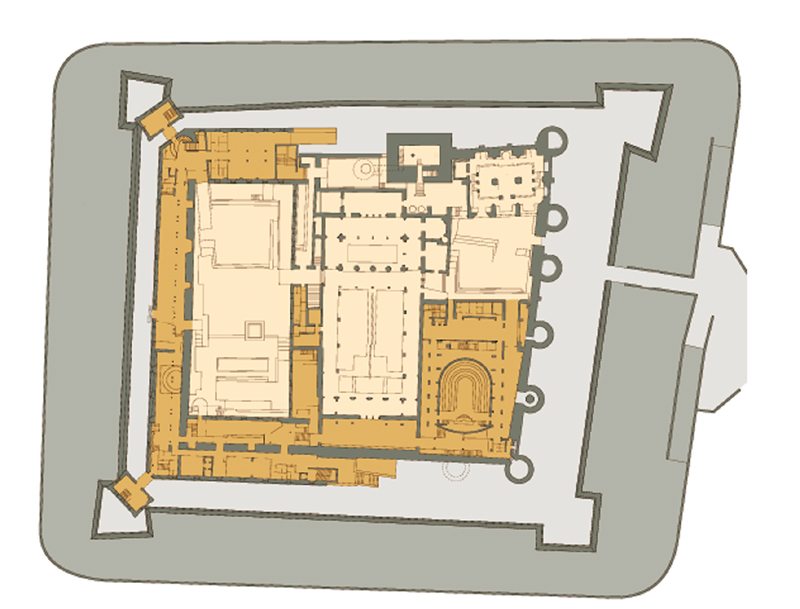
Поземний план фортеці та палацу (темним позначені рови, мури та вежі)
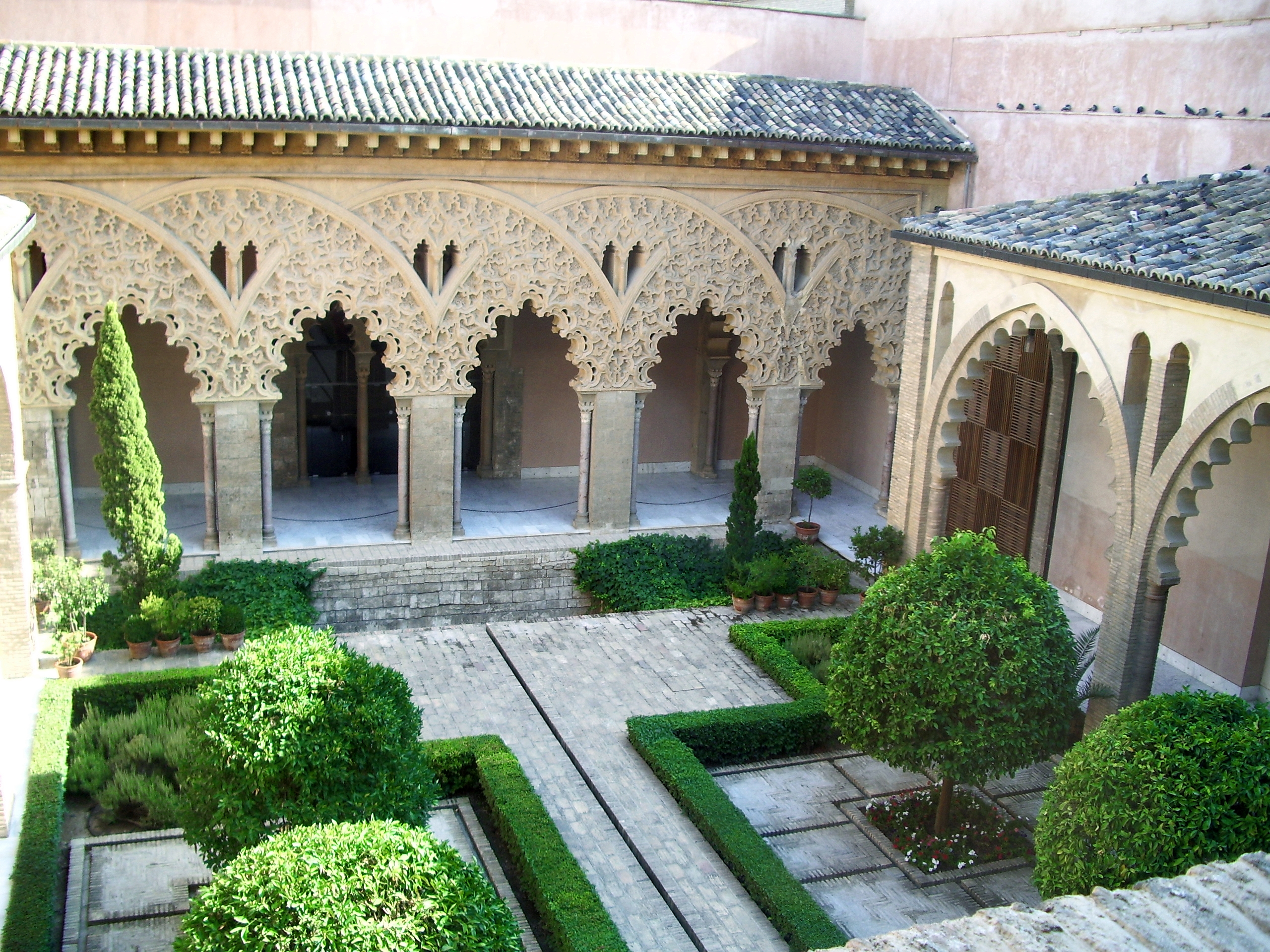
Дворик Санта Ісабель після реставрації
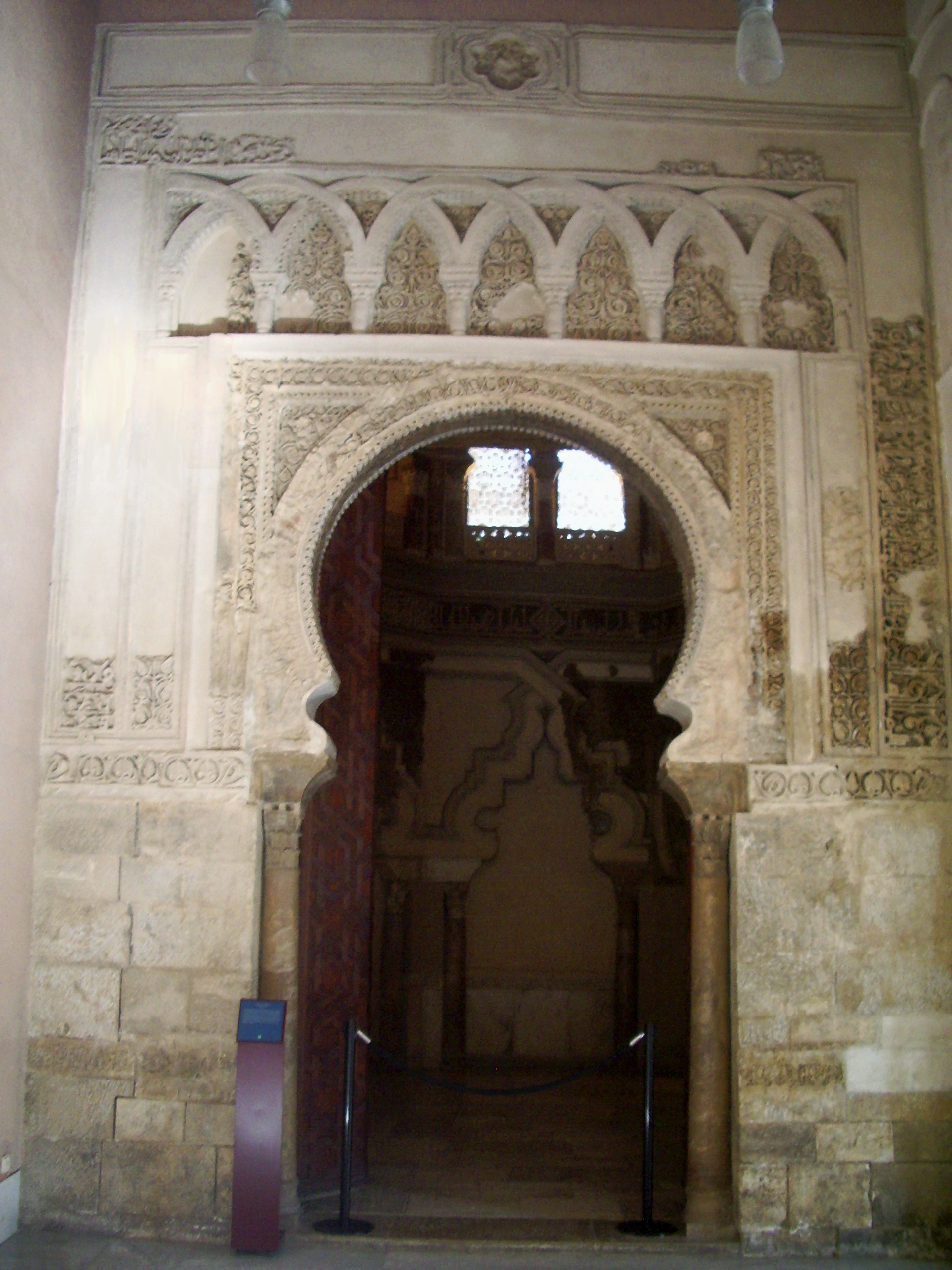
Портал колишньої мечеті

Династичний шлюб між Фернандо ІІ Агагонським та Ізабеллою Кастильською став важливим кроком об'єднання Іспанських князівств та створення централізованої держави. За часів Фернандо ІІ Агагонського в Сарагосі засновано університет та побудовано Рибний ринок. Важливою подією стало убивство інквізитора Педро Арбуеса. Два молодики помстилися тому за своїх закатованих родичів. Католицька церква відповіла убивством молодиків та створенням інквізиції у 1485 р. Убивство інквізитора відтворив на своїй картині художник Бартоломео Естебан Мурільйо.
За часів Католицьких королів відбулося ще дві важливі події — вони надали гроші на експедицію Христофора Колумба у Індію (але була відкрита Америка) та насиллям з Іспанії вигнали євреїв у 1492 р. Вигнання євреїв значно підірвало економіку міста. У 1609 р. церква спровокувала нове масове вигнання та виселення з країни маврів, що підсилило економічну кризу країни.

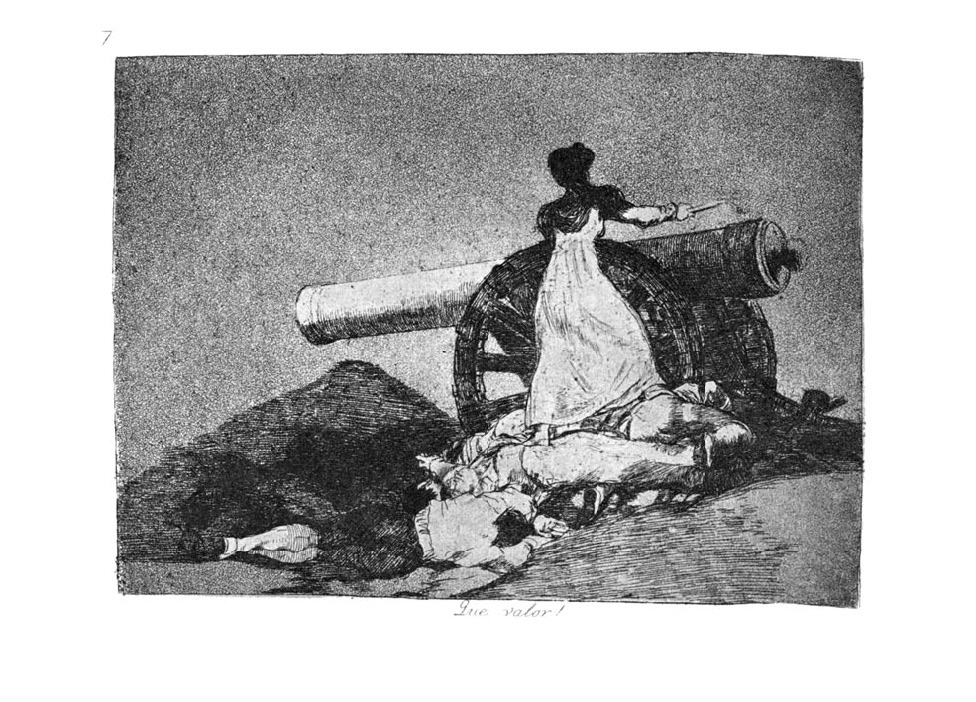
Франсіско Гоя, офорт «Яка мужність!», що увічнив мешканку Сарагоси Марію Агостіну, захисницю міста

Важливим етапом в історії міста стало 19 століття. 
В роки війни за незалежність (1808-1814) Іспанії від Наполеона Бонапарта Сарагоса стала містом героїчного спротиву французьким загарбникам і була захоплена лише після другої блокади. Уродженець міста Франсіско Гоя створив серію офортів, присвячених героїчним захисникам міста та трагічним подіям війни.
Залізничний транспорт з'явився у місті 16 вересня 1861 року, коли офіційно відкривали лінію Барселона-Сарагоса прибуттям поїзда з Барселони на Північний вокзал Сарагоси, що знаходився на лівому березі Ебро в районі Аррабал. Відкриття лінії Мадрид-Сарагоса відбулося через півтора року, 16 травня 1863 року.
Сарагоса сильно потерпала від епідемій у часи блокади та 1885 р., коли місто було спустошене після холери. Але з переходом на капіталістичний спосіб виробництва місто пройшло етап індустріалізації. Місто швидко розбудовувалось і в кінці 20 століття було п'ятим за кількістю мешканців в Іспанії.
У 2008 році у місті проходила міжнародна виставка Expo 2008. На 2014 рік планується Міжнародна виставка садівництва. Сарагоса подала заяву на право бути на один рік Культурною столицею Європи.

### Визначні пам'ятки

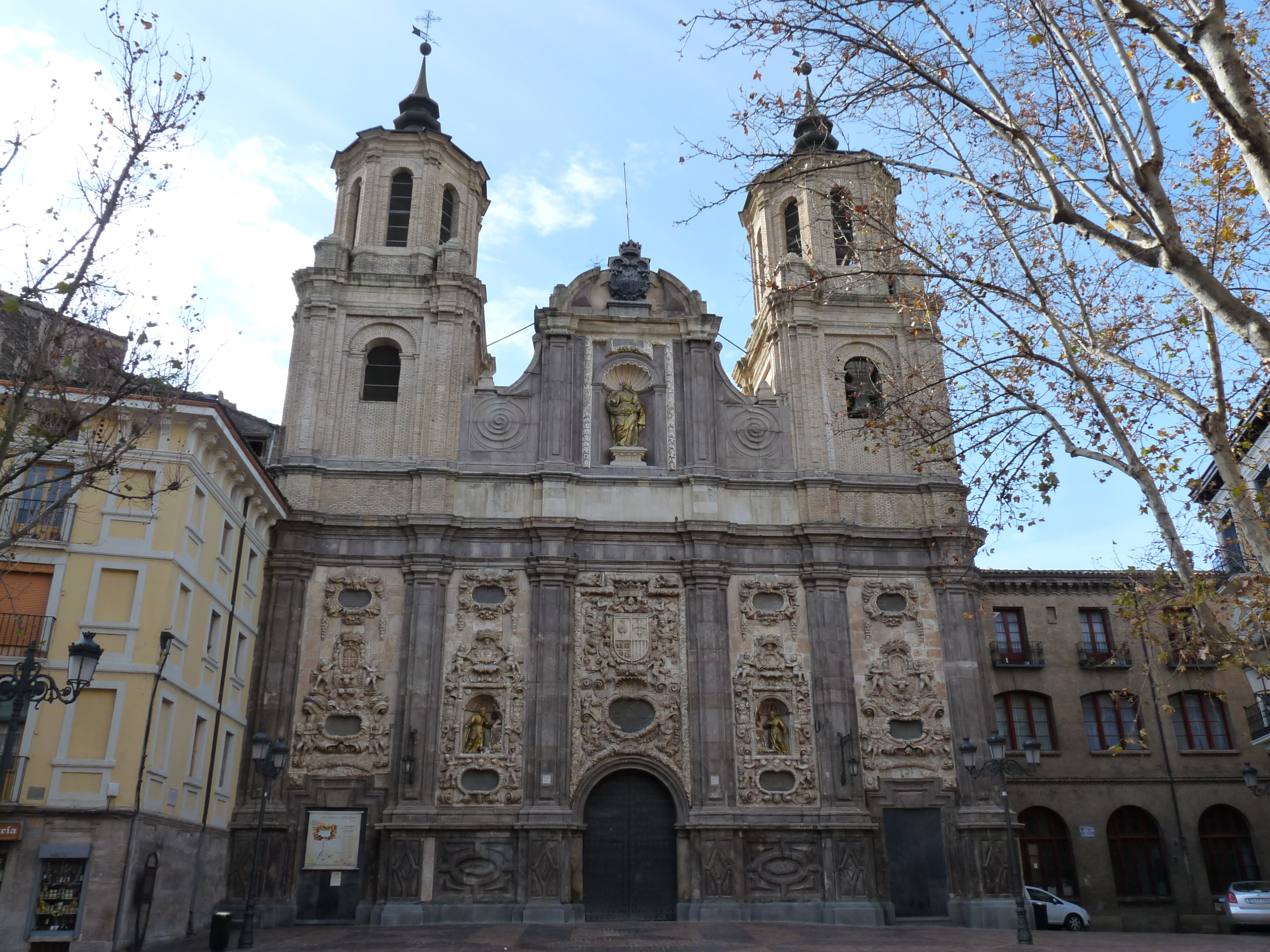
Церква Санта Ісабель де Португал

Середньовічна архітектура Сарагоси (з візерунчатою цегельною кладкою, декоративними куполами, облицюванням різнокольоровими кахлями) багато зберегла з часів мавританського панування.

 Серед визначних пам'яток є:
- Кафедральна базиліка Нуестра Сеньйора дель Пілар
- Собор Сан-Сальвадор
- Палац Альхаферія
- Вежа Зуда

### Музеї міста
- Музей римського театру
- Музей міста Сарагоса
- Палеонтологічний музей

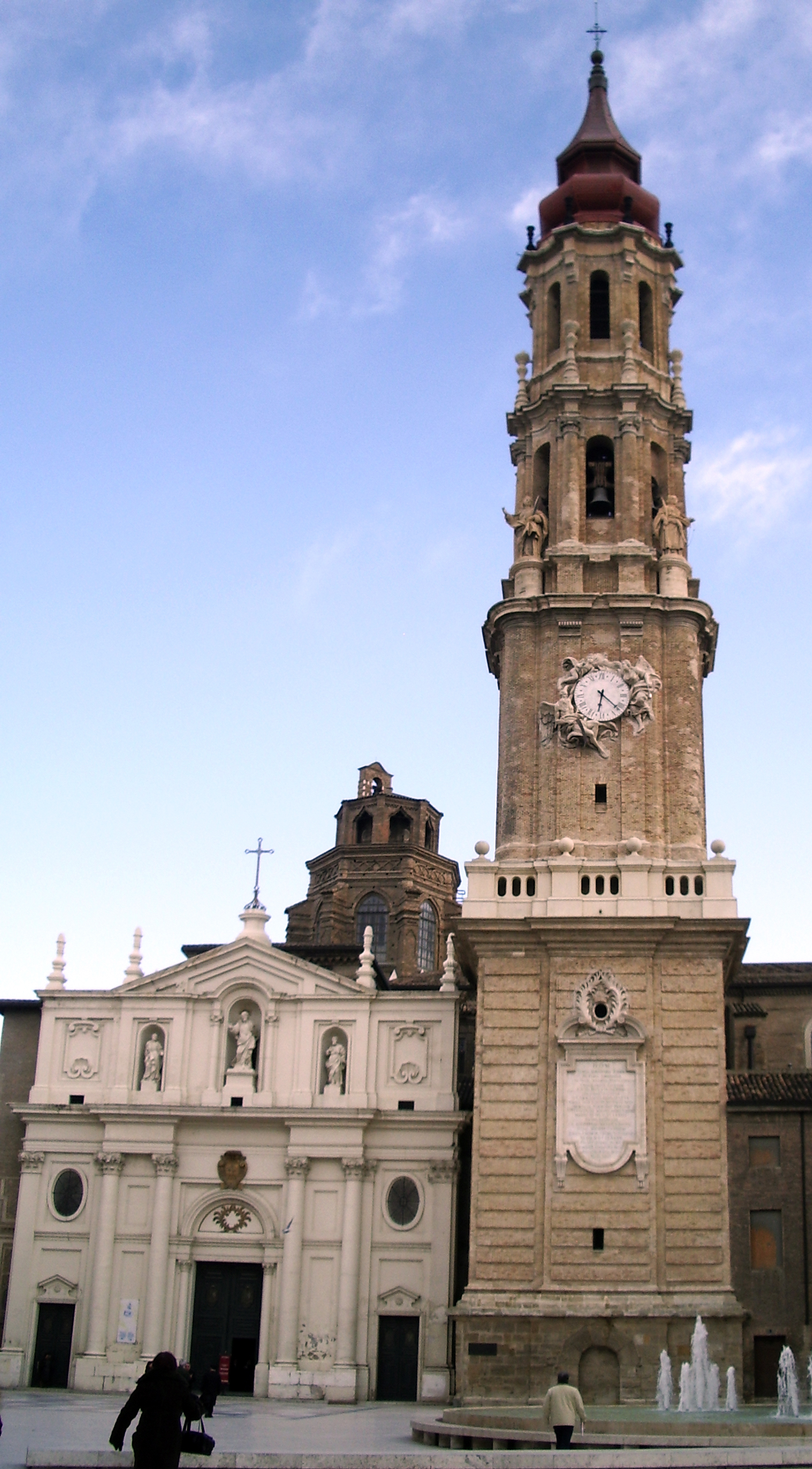
Музей гобеленів Ла Сео. Собор Сан-Сальвадор.

- Музей гобеленів Ла Сео в різниці катедрального собору Сан-Сальвадор (де також експонують ювелірні вироби, костюми та картини, скульптуру).
- Музей скульптора Пабло Серрано
- Етнографічний музей
- Музей кераміки
- Музей річкового порту

### Економіка
Сарагоса — великий транспортний вузол. Розвинені машинобудування, харчова, хімічна, текстильна, деревообробна та пробкова, паперова, шкіряна промисловість.

### Сучасна забудова в Сарагосі

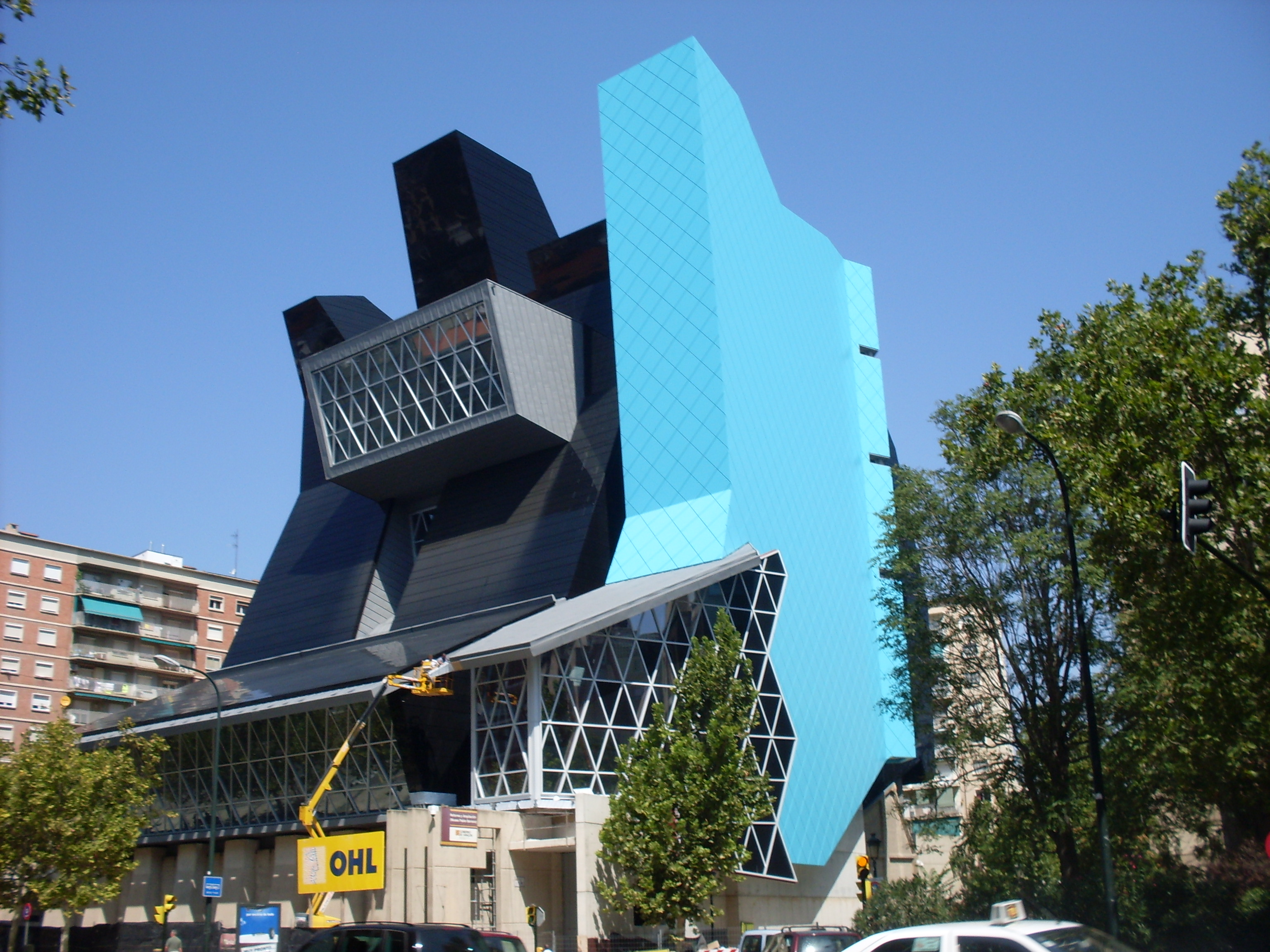
Музей Пабло Серрано
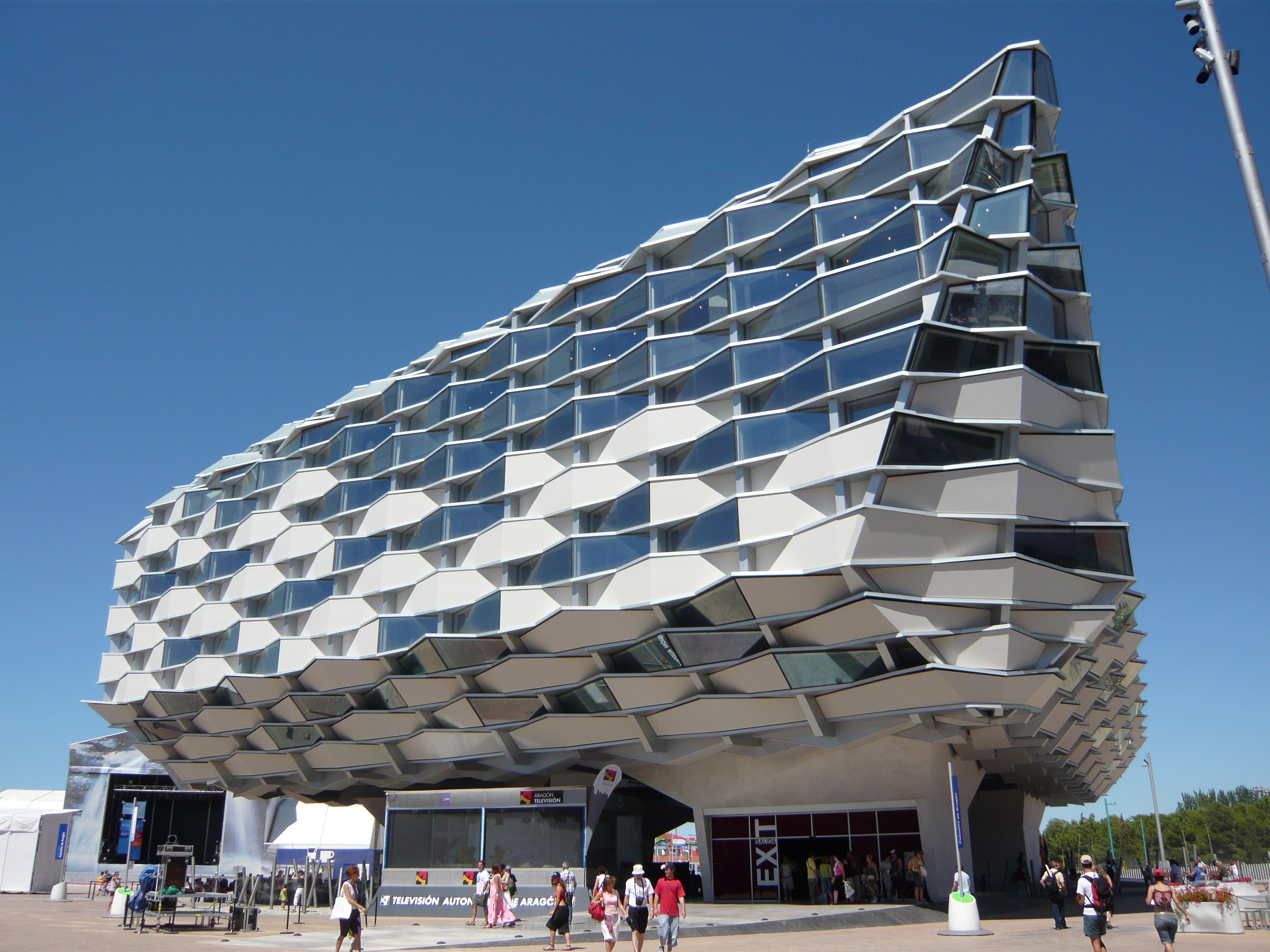
Виставковий павільйон Арагону, 2008р.
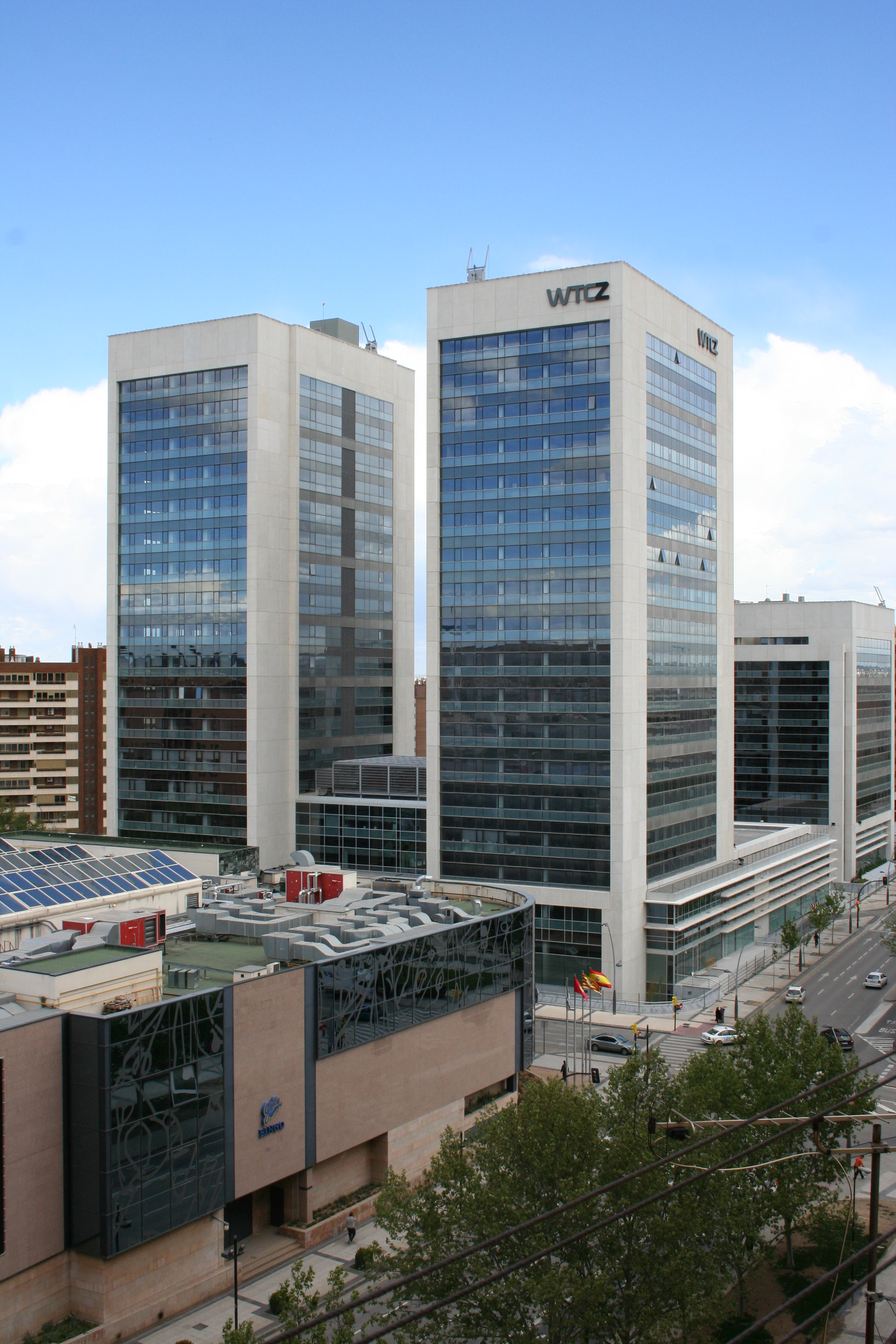
Центр міжнародної торгівлі в Сарагосі
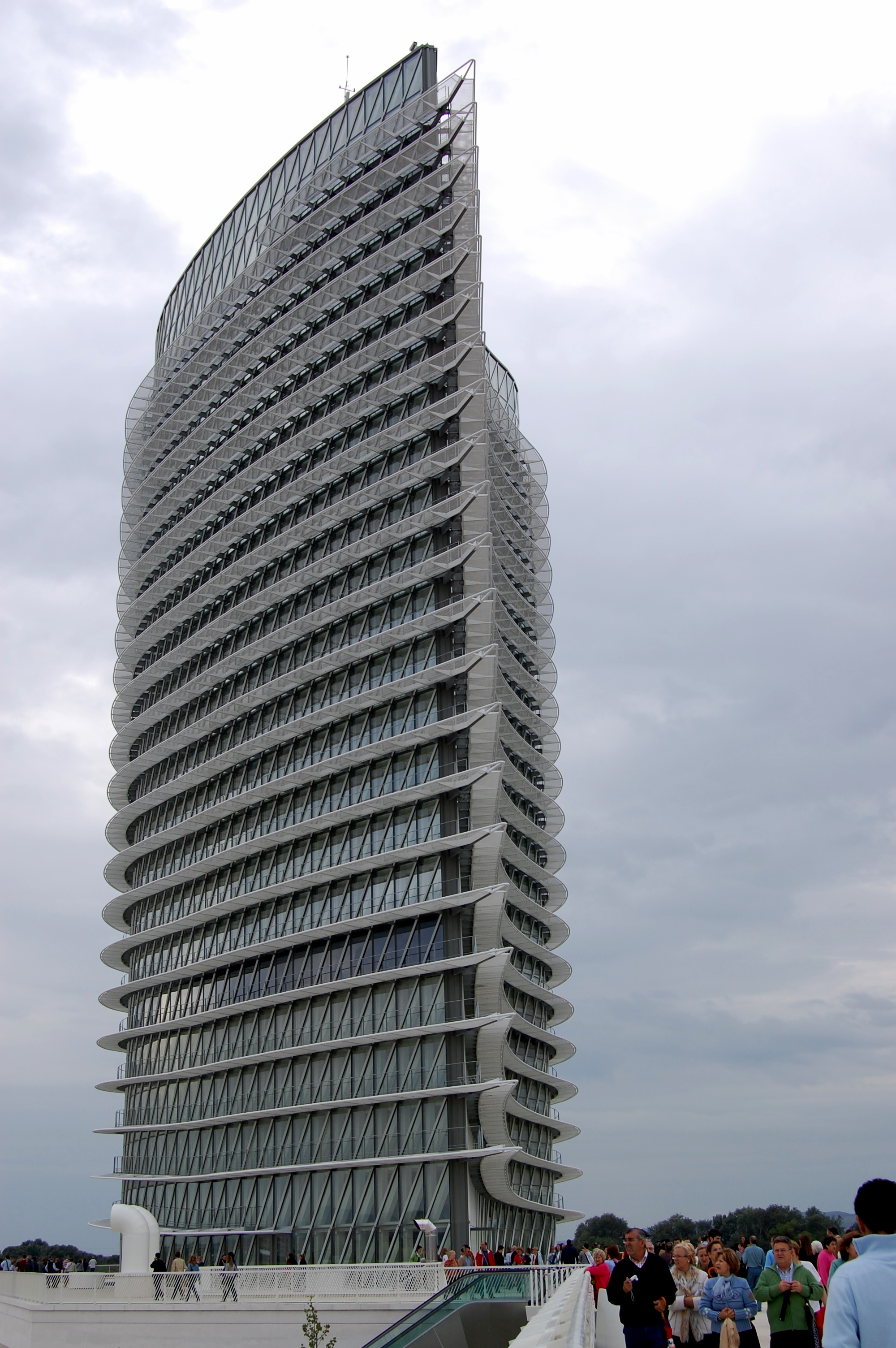
Торре дель аква ( водонагнітна вежа ).

## Адміністративний поділ
На території муніципалітету Сарагоса розташовані такі населені пункти: (дані про населення за 2010 рік)
- Альфосеа: 180 осіб
- Картуха-Баха: 2170 осіб
- Касетас: 7298 осіб
- Гаррапінільйос: 4979 осіб
- Хусліболь: 1336 осіб
- Монтаньяна: 3308 осіб
- Монсальбарба: 1882 особи
- Мовера: 2954 особи
- Пеньяфлор: 1093 особи
- Сан-Хуан-де-Мосарріфар: 2268 осіб
- Торресілья-де-Вальмадрід: 24 особи
- Вента-дель-Олівар: 989 осіб
- Вільяррапа: 154 особи
- Сарагоса: 645 899 осіб
- Сан-Грегоріо: 587 осіб

## Демографія
Динаміка населення (INE ):

## Релігія
- Центр Сарагоської архідіоцезії Католицької церкви.